# Dev Patel

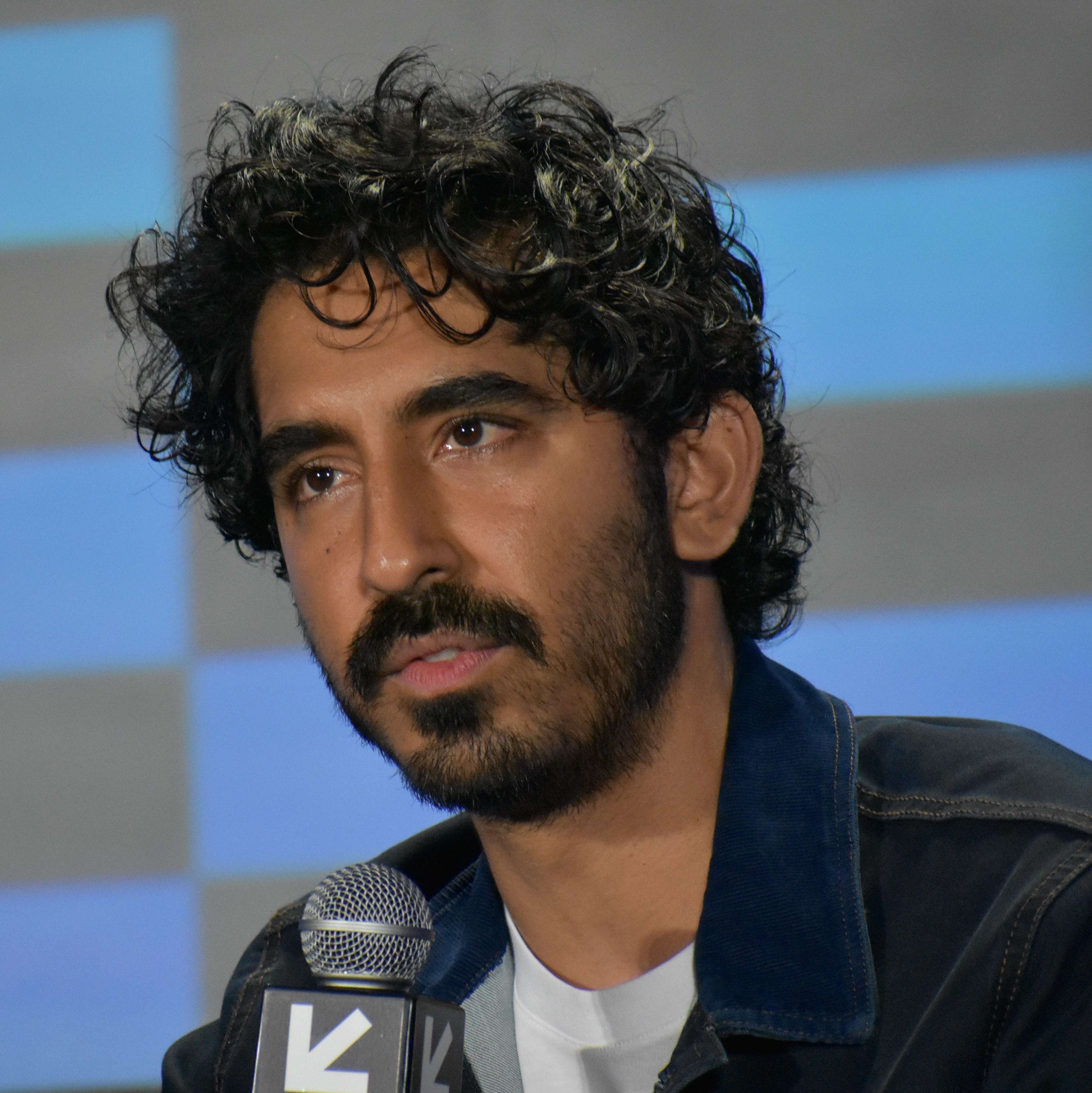
Dev Patel (2024)

Dev Patel (* 23. April 1990 in Harrow, London) ist ein britischer Schauspieler und Regisseur. Einem internationalen Publikum wurde er durch die Verkörperung der Titelrolle in dem Spielfilm Slumdog Millionär (2008) und als Saroo im Film Lion – Der lange Weg nach Hause (2016) bekannt. Für diese Rolle erhielt er 2017 eine Oscar-Nominierung.

## Leben
Dev Patel wurde als Sohn indischer Eltern, die aus Nairobi stammen, in London geboren. Schon von Kindheit an fasziniert von der Schauspielerei trat er in verschiedenen Schulaufführungen auf, darunter in der Shakespeare-Komödie Was ihr wollt. Sein Debüt als professioneller Schauspieler gab der Schüler 2007 in der britischen Fernsehserie Skins – Hautnah, nachdem seine Mutter in einer Zeitungsanzeige auf ein Vorsprechen aufmerksam geworden war. In der preisgekrönten Dramaserie des Fernsehsenders E4, die das Leben britischer Jugendlicher zum Thema hat, spielte Patel zwei Staffeln lang die Rolle des Muslims Anwar, dessen herrschsüchtige pakistanische Eltern den Sohn nicht vor Drogen, Alkohol oder vorehelichem Sex beschützen können.
In dem Drama Slumdog Millionär war er an der Seite von Freida Pinto und Anil Kapoor als Jamal zu sehen. Regisseur Danny Boyle wollte ursprünglich ein ausnahmslos indisches Schauspielensemble, fand aber beim Vorsprechen in Mumbai keinen passenden Darsteller für die Rolle. Als Boyle nach Großbritannien zurückkehrte, wurde er von seiner Tochter auf Patel aufmerksam gemacht, den diese aus der Serie Skins kannte. Patel erhielt die Rolle des Jamal und besuchte für die Dreharbeiten erstmals Indien.

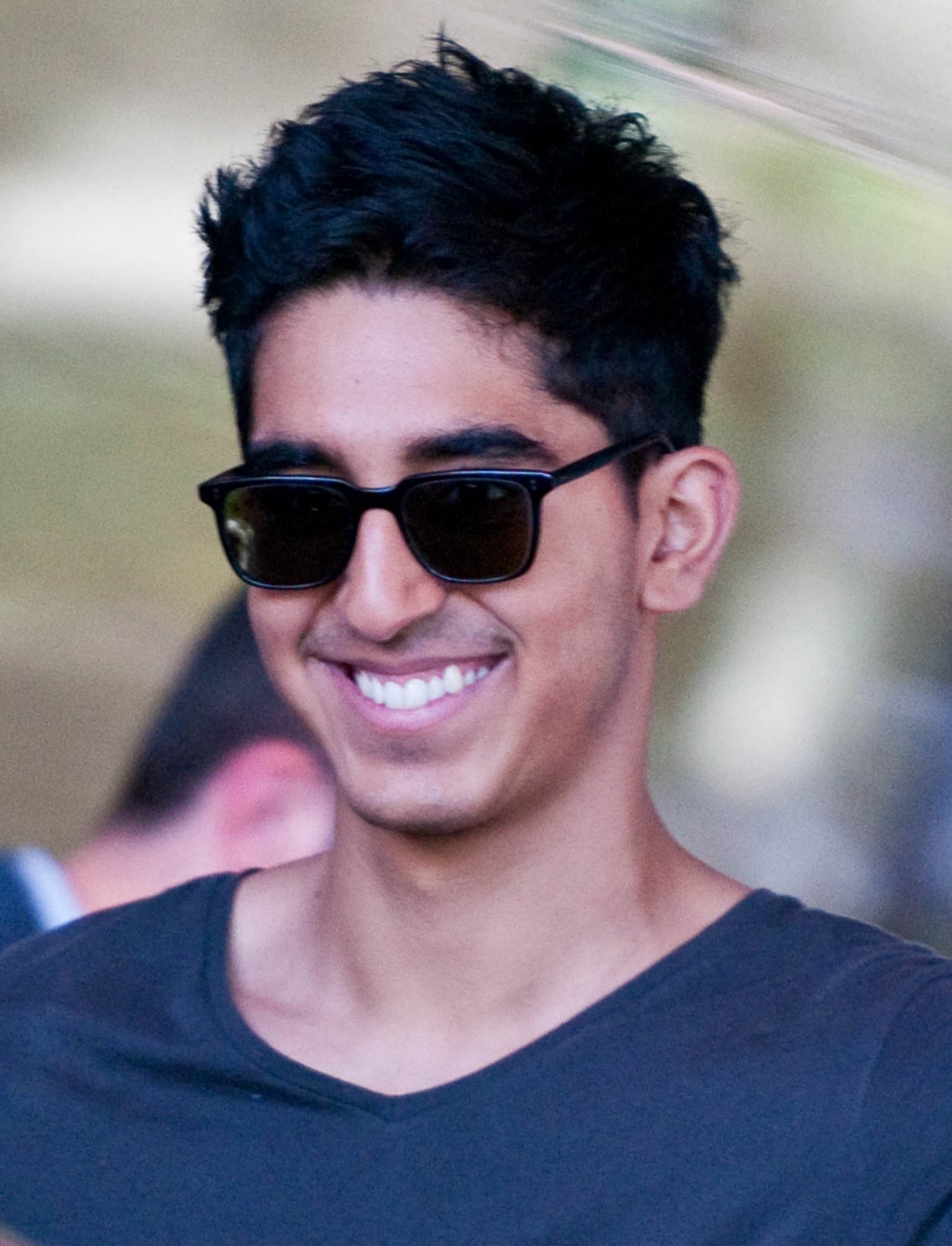
Patel im Jahr 2011

Slumdog Millionär stand hoch in der Gunst der Kritiker, die den Film als eine indische Variante von Oliver Twist bezeichneten. Patel erhielt großes Lob für die schauspielerische Leistung in seinem Kinodebüt. Die Rolle des Jamal brachte ihm zahlreiche Preise ein, darunter einen British Independent Film Award und einen National Board of Review Award, jeweils als Bester Nachwuchsdarsteller. Nach dem großen Erfolg von Slumdog Millionär, der bei der Oscarverleihung 2009 achtmal ausgezeichnet wurde, erhielt Patel die Rolle des Zuko in M. Night Shyamalans Abenteuerfilm Die Legende von Aang (2010). Diese Arbeit brachte ihm allerdings eine Nominierung für die Goldene Himbeere 2011 als schlechtester Nebendarsteller ein.
Für das Filmdrama Lion – Der lange Weg nach Hause erhielt er 2017 eine Oscar-Nominierung als bester Nebendarsteller.
2024 erschien sein Regiedebüt Monkey Man, in dem er auch die Hauptrolle spielt. Es geht um einen Mann, der sich inspiriert von der affengesichtigen Gottheit Hanuman in einer fiktiven asiatischen Metropole mit Vollkontaktkämpfen über Wasser hält, um schließlich brutal Rache für ein Massaker in seinem Heimatdorf, bei dem seine Mutter getötet wurde, zu nehmen. Der Film erhielt überwiegend gute Kritiken. Von den bei Rotten Tomatoes aufgeführten Kritiken sind 88 Prozent positiv bei einer durchschnittlichen Bewertung mit 7,2 von 10 möglichen Punkten. Bei Metacritic erhielt der Film einen Metascore von 72 von 100 möglichen Punkten.

## Privates
Parallel zu seiner Faszination für die Schauspielerei widmete sich Patel auf Anraten seiner Mutter dem Karate und wechselte ab dem Jahr 2000 zum Taekwondo. In dieser Kampfkunst erlangte der Brite, der sich in seiner Jugend für Bruce-Lee-Filme und den Schauspieler Jim Carrey (Ace Ventura – Ein tierischer Detektiv) begeisterte, den schwarzen Gürtel und nahm auch mit Erfolg an internationalen Juniorenturnieren teil. 2004 errang er bei den AIMAA World Championships im irischen Dublin eine Bronzemedaille in der Juniorenkonkurrenz.
Von 2008 bis 2014 war er mit Freida Pinto, seiner Schauspielerkollegin aus Slumdog Millionär, liiert.
Patel ist seit 2017 mit der australischen Schauspielerin Tilda Cobham-Hervey liiert.

## Filmografie (Auswahl)
- 2007–2008: Skins – Hautnah (Skins, Fernsehserie, 18 Episoden)
- 2008: Slumdog Millionär (Slumdog Millionaire)
- 2010: Die Legende von Aang (The Last Airbender)
- 2012: Best Exotic Marigold Hotel (The Best Exotic Marigold Hotel)
- 2012: Cherry – Dunkle Geheimnisse (About Cherry)
- 2012–2014: The Newsroom (Fernsehserie, 22 Episoden)
- 2014: The Road Within
- 2015: Best Exotic Marigold Hotel 2 (The Second Best Exotic Marigold Hotel)
- 2015: Chappie
- 2015: Die Poesie des Unendlichen (The Man Who Knew Infinity)
- 2016: Lion – Der lange Weg nach Hause (Lion)
- 2018: Hotel Mumbai
- 2018: The Wedding Guest
- 2019: David Copperfield – Einmal Reichtum und zurück (The Personal History of David Copperfield)
- 2019: Modern Love (Fernsehserie, 2 Episoden)
- 2021: The Green Knight
- 2023: Ich sehe was, was du nicht siehst (The Wonderful Story of Henry Sugar, Kurzfilm)
- 2023: Gift (Poison, Kurzfilm)
- 2024: Monkey Man (auch Regie und Drehbuch)
- 2025: Rabbit Trap

## Auszeichnungen und Nominierungen

### Oscar
- 2017: nominiert als Bester Nebendarsteller für Lion

### Golden Globe Award
- 2021: nominiert als Bester Hauptdarsteller – Komödie/Musical für David Copperfield – Einmal Reichtum und zurück

### British Academy Film Award
- 2009: nominiert als Bester Hauptdarsteller für Slumdog Millionär
- 2017: Bester Nebendarsteller für Lion

### Europäischer Filmpreis
- 2009: nominiert als Bester Darsteller für Slumdog Millionär

### Weitere
Black Reel Award
- 2008: Bester Hauptdarsteller und Bester Nachwuchsdarsteller für Slumdog Millionär

British Independent Film Award
- 2008: Beste Nachwuchsdarsteller für Slumdog Millionär

Broadcast Film Critics Association Award
- 2009: Beste Nachwuchsdarsteller für Slumdog Millionär

Chicago Film Critics Association Award
- 2008: Beste Nachwuchsdarsteller für Slumdog Millionär

Goldene Himbeere
- 2011: nominiert als Schlechtester Nebendarsteller für Die Legende von Aang

NAACP Image Award
- 2009: nominiert als Bester Nebendarsteller für Slumdog Millionär

London Critics’ Circle Film Award
- 2009: nominiert als Bester britischer Darsteller des Jahres für Slumdog Millionär

MTV Movie Awards
- 2009: nominiert in den Kategorien Bester Nachwuchsdarsteller und Beste Kussszene für Slumdog Millionär

National Board of Review Award
- 2008: Beste Nachwuchsdarsteller für Slumdog Millionär

Online Film Critics Society Award
- 2009: nominiert als Bester Nachwuchsdarsteller für Slumdog Millionär

Phoenix Film Critics Society Award
- 2008: Beste Nachwuchsdarsteller für Slumdog Millionär

Saturn Award
- 2009: nominiert als Bester Nachwuchsdarsteller für Slumdog Millionär

Screen Actors Guild Award
- 2009: Bestes Schauspielensemble und nominiert in den Kategorien Bester Nebendarsteller für Slumdog Millionär
- 2017: Nominierung als Bester Nebendarsteller im Film Lion[11]

Washington DC Area Film Critics Association Award
- 2008: Beste Nachwuchsdarsteller für Slumdog Millionär